# Fondul construit de pe str. Sfântul Ilie (Chișinău)
Fondul construit de pe str. Sf. Ilie este un complex de clădiri amplasat pe str. Sf. Ilie – 41, 58, 64 în Chișinău, Republica Moldova. Este un monument arhitectural și de artă de importanță națională inclus în Registrul monumentelor Republicii Moldova ocrotite de stat cu nr. 283.08 (municipiul Chișinău).

## Clădiri

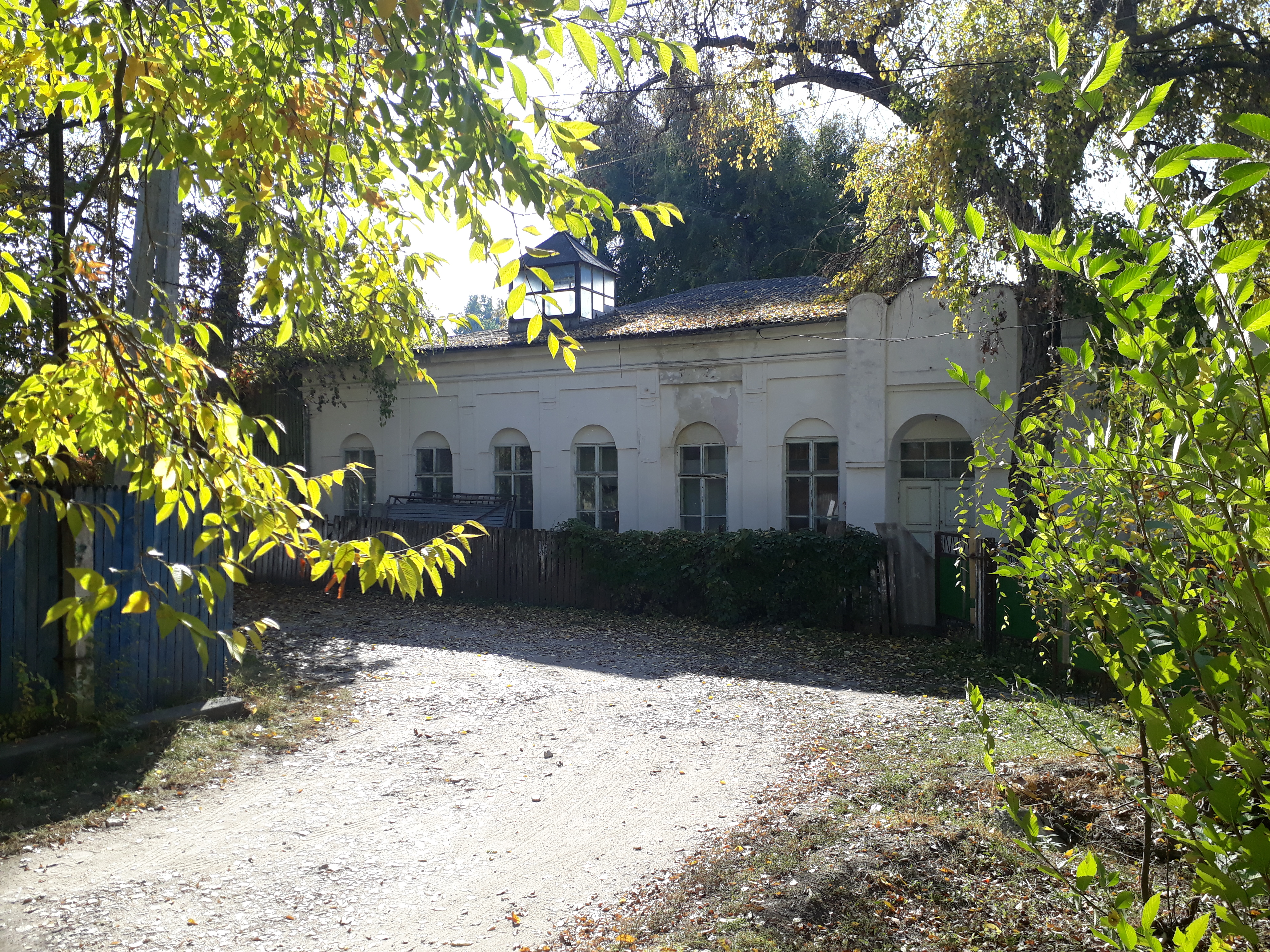
nr. 41
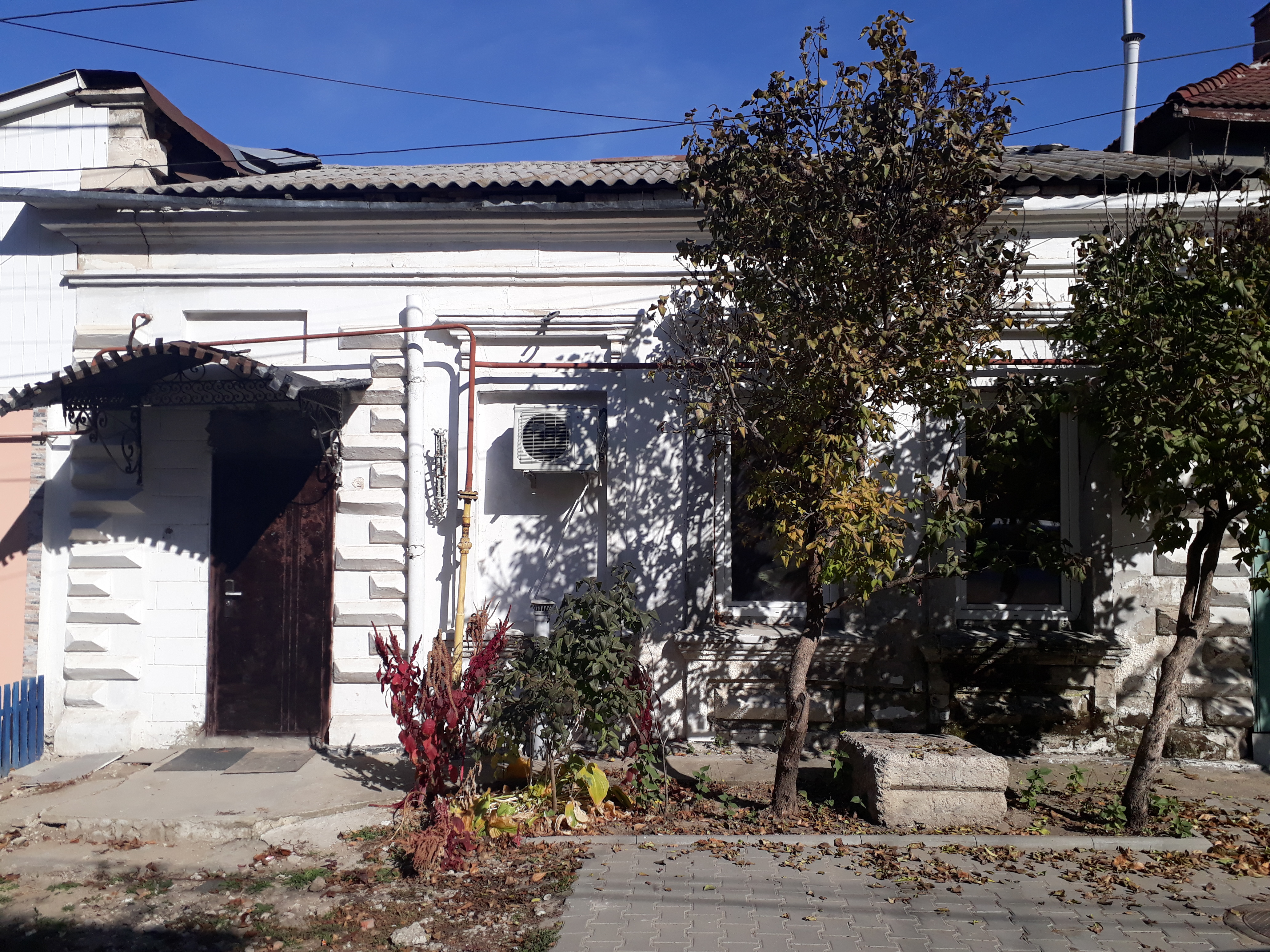
nr. 58
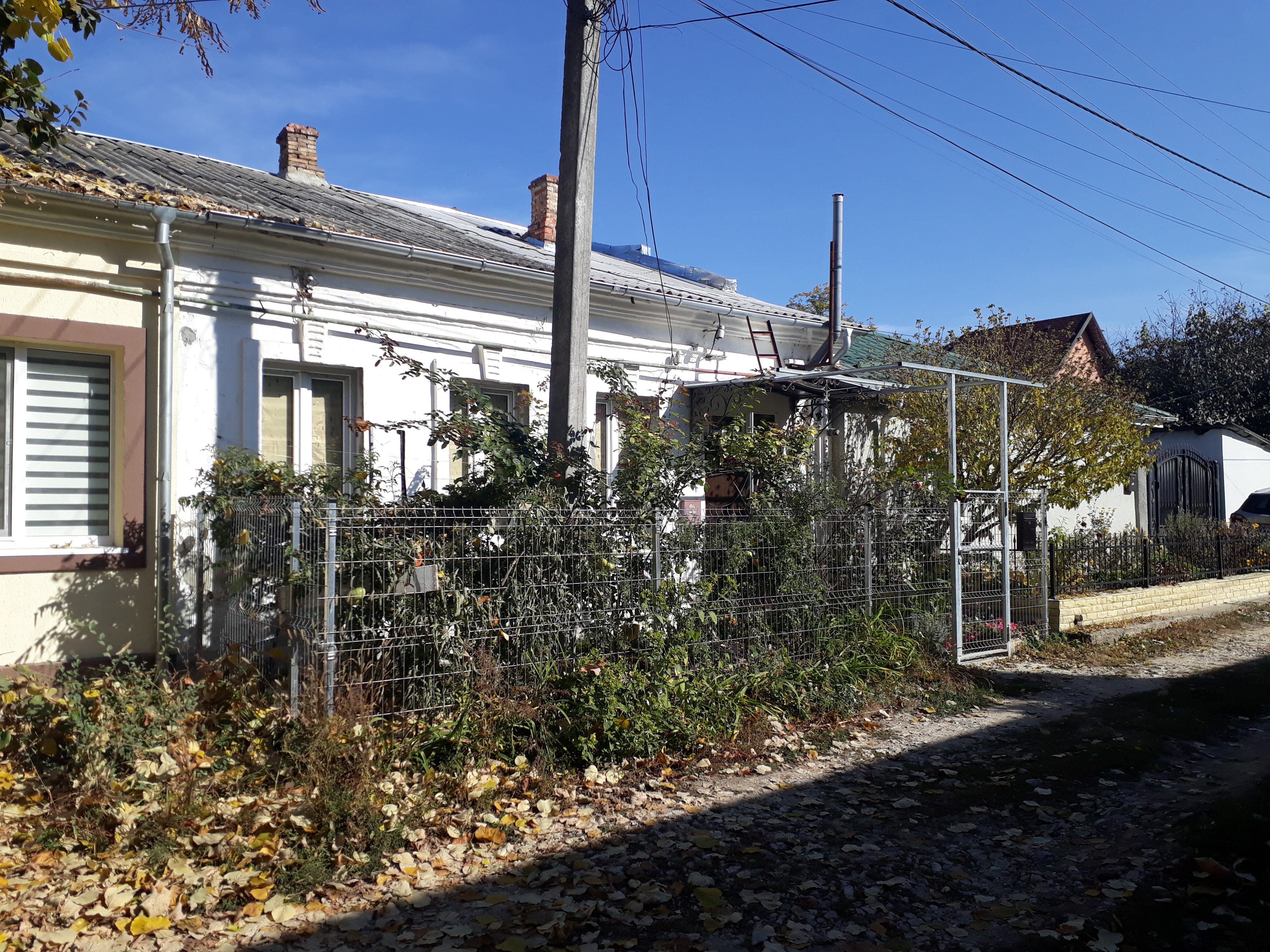
nr. 64